# 노구치 이오리
노구치 이오리(野口衣織)는 일본의 걸 그룹 =LOVE의 멤버이다. 소속사는 요요기 애니메이션 학원이며, 애칭은 이오리(いおり)이다.

## 활동
2017년
- 4월 19일, 사시하라 리노가 프로듀싱하는 ‘요요기 애니메이션 학원 Presents 사시하라 리노 프로듀스 성우 아이돌 오디션’(代々木アニメーション学院Presents指原莉乃プロデュース声優アイドルオーディション)의 2차 심사를 통과했으며, SHOWROOM 오디션에 진출한다[1].
- 4월 29일, ‘요요기 애니메이션 학원 Presents 사시하라 리노 프로듀스 성우 아이돌 오디션’의 최종 심시가 진행됐으며, 13명이 합격했다.(1명은 후에 사퇴) 그와 동시에 그룹 이름도 같이 발표됐다[2].
- 6월 14일, ‘=LOVE’ SHOWROOM 개인 서비스 개최에 따라서 정식 멤버가 된다[3].
- 8월 5일, “TOKYO IDOL FESTIVAL2017”에서 첫 라이브를 개최했다[4].
- 9월 6일, SACRA MUSIC에서 메이저 싱글 ‘=LOVE’를 발매했다[4]. 발매 첫 번째 싱글의 수록곡 ‘기억의 어딘가에’(記憶のどこかで)에서 모로하시 사나와 함께 공동으로 센터를 맡는다.

2018년
- 10월 8일, 요요기 애니메이션 모티브의 애니메이션 “계속 달려서 다행이야.”(走り続けてよかったって。)에 성우로 출연했다[5].

2020년
- 7월 8일에 발매된 일곱 번째 싱글의 수록곡 ‘너와 나의 노래’(君と私の歌)로 첫 단독 센터를 맡았다.
- 7월 29일, 사이토 키아라와 함께 “몬스터 컬렉트 ~시곰믈 여행하는 모험기~”(モンスターコレクト～時空を旅する冒険記～)의 대사로 취임[6].

2021년
- 3월 10일, 오토시마 리사와 함께 “koe”의 웹 모델로 채용됐다[7]。
- 5월 12일에 발매되는 =LOVE의 첫 음반에 첫 솔로 곡 ‘친애하는 당신에게’(拝啓貴方様)가 수록됐다.
- 7월 21일, 노구치 이오리의 첫 번째 사진집 “너밖에 가르칠 수 없어”(君にしか教えない)를 백야서방에서 발매됐다[8]。

## 출연

### 방송 프로그램
| 연도 | 방송사  | 방송명                                     | 기간        | 비고 |
| ---- | ------- | ------------------------------------------ | ----------- | ---- |
| 2020 | BS 후지 | 二次元領域拡大通信 이차원 영역 확대 통신   | 2020.5,1 ~  |      |
| 2021 | TBS     | イコノイ、どーですか？ 이코노이, 어떤가요? | 2021.4.19 ~ |      |

### 웹 방송
| 연도 | 서비스 사이트 | 방송명                                                                                         | 기간                  | 비고     |
| ---- | ------------- | ---------------------------------------------------------------------------------------------- | --------------------- | -------- |
| 2017 | SHOWROOM      | 過イコラブ大特訓中! 과도한 이퀄러브 대특훈 중!                                                 | 2017.9.25 ~ 2018.9.24 | [ 주 1 ] |
| 2017 | FRESH!        | =LOVEのきっと君だ! =LOVE의 반드시 너야!                                                        | 2017.10.4 ~ 2018.9.26 | [ 주 2 ] |
| 2017 | 초!A&G+       | イコラジ "RADIO=LOVE" 이퀄라디 "RADIO=LOVE"                                                    | 2017.10.7 ~ 2021.3.28 | [ 주 3 ] |
| 2018 | SHOWROOM      | イコたいむ 이퀄 타임                                                                           | 2018.10.9 ~           | [ 주 4 ] |
| 2021 | 초!A&G+       | =LOVE 佐々木舞香・野口衣織の推しをあつめて =LOVE 사사키 마이카 · 노구치 이오리의 최애를 모아서 | 2021.4.3 ~            | [ 주 5 ] |

### 무대
- 아니테레×=LOVE 스테이지 프로젝트
  - けものフレンズ / 케모노 프렌즈(2018년 2월 15일 ~ 18일, AiiA Theater Tokyo) - 오록스 역
  - ガールフレンド（仮） / 걸 프렌드 (베타)(2018년 7월 16일 ~ 22일, 시나가와 프린스 호텔 클럽 eX) - 카제마치 하루카(風町陽歌) 역 (무대 오리지널 캐릭터)

### 광고
- 요요기 애니메이션 학원

### 게임
- ステーションメモリーズ! / 스테이션 메모리즈!(2017년 ~  2020년)[12][주 6]
- ガールズビートステージ! / 걸즈 비트 스테이지!(2018년)[주 7]
- ヘルプ!!!恋が丘学園おたすけ部『暗転エピローグ』コラボイベント / 헬프!!! 사랑이 오카학원 오타스케부 ‘암전 에필로그’ 콜라보 이벤트(2018년) -[13]
- モンスターコレクト / 몬스터 컬렉트(2019년)
- メギド72 / 메기도72(2020년)[14]

### 영화
- サンタ・カンパニー ～クリスマスの秘密～ / 산타 컴퍼니 ~크리스마스의 비밀~(2019년, 극장 애니메이션, 귀여운 천사)[15]

### 잡지
- 週刊ヤングジャンプ / 주간 영 점프(슈에이샤, 2018년 28호[16])

### 내용주
1. ↑  격주 월요일로 전체 멤버로 진행됐다.[9]
2. ↑  매주 수요일에 멤버 4명으로 진행됐다.[10]
3. ↑  매주 토요일에 멤버 3명으로 진행됐다[11]
4. ↑  매주 목요일에 멤버 두 명으로 진행한다.
5. ↑  매주 토요일에 진행된다.
6. ↑  12명 전원이 출연한다. 2020년 7월부터 2대째 담당 성우가 신규로 캐스팅됐으며, 게임 내의 음성이 바뀌었다.
7. ↑  참가한 노래는 2019년 5월 22일 기준으로 첫 번째 싱글 ‘=LOVE’, 네 번째 싱글 ‘Want you! Want you!’의 두 곡뿐이다.

### 참조주
1. ↑  “指原莉乃プロデュース声優アイドルオーディション開催” [사시하라 리노 프로듀스 성우 아이돌 오디션 개최]. 《JapanBillboard》 (일본어). 2017년 4월 12일.
2. ↑  “指原莉乃：プロデュースしたアイドルユニット「＝LOVE」お披露目　選考時「興奮して鼻血出た」” [사시하라 리노: 프로듀싱한 아이돌 유닛 "=LOVE" 공개, 전형 시 "흥분해서 코피가 나왔다"] (일본어). MANTANWEB. 2017년 4월 29일. 2017년 9월 6일에 확인함.
3. ↑  “代々木アニメーション学院Presents指原莉乃プロデュース声優アイドル「=LOVE（イコールラブ）」SHOWROOMにて個人配信をスタート！” [요요기 애니메이션 학원 Presents 사시하라 리노 프로듀스 성우 아이돌 "=LOVE (이퀄러브)" SHOWROOM에서 개인 서비스를 시작!]. 《代々木アニメーション学院》 (일본어). 2017년 6월 14일.
4. 1 2  “指原初プロデュース「=LOVE」初ステージ 9・6CDデビュー発表” [사시하라 첫 프로듀스 "=LOVE" 첫 무대 9월 6일 CD 데뷔 발표]. 《ORICON NEWS》 (일본어) (oricon ME). 2017년 1월 30일. 2017년 9월 6일에 확인함.
5. ↑  “代々木アニメーション学院をモチーフに声優の卵たちの青春を描いたオリジナルアニメ『走り続けてよかったって。』が放送開始！メインキャストは福山潤、野口衣織(=LOVE)...” [요요기 애니메이션 학원을 모티브로 성우의 햇병아리들의 청춘을 그린 오리지널 애니메이션 "계속 달려서 다행이야."가 방송 시작! 주연 인물은 후쿠야마 준, 노구치 이오리(=LOVE)...]. 《プレスリリース・ニュースリリース配信シェアNo.1｜PR TIMES》 (일본어). 2021년 5월 12일에 확인함.
6. ↑  Aetas Inc. “「モンスターコレクト」，＝LOVEの齋藤樹愛羅さんと野口衣織さんがアンバサダーに就任” ["몬스터 컬렉트", =LOVE의 사이토 키아라와 노구치 이오리가 대사로 취임]. 《www.4gamer.net》 (일본어). 2021년 5월 12일에 확인함.
7. ↑  “【koe】指原莉乃プロデュース アイドルグループ「=LOVE」とスペシャルコラボ 野口衣織と音嶋莉沙をwebモデルに起用！” [【koe】사시하라 리노 프로듀스 아이돌 그룹 "=LOVE"와 스페셜 콜라보 노구치 이오리와 오토시마 리사를 웹 모델로 채용하다!]. 《プレスリリース・ニュースリリース配信シェアNo.1｜PR TIMES》 (일본어). 2021년 5월 12일에 확인함.
8. ↑  Natasha Inc. “=LOVE野口衣織が1st写真集で断髪＆ランジェリー姿披露、タイトルは指原莉乃が命名（コメントあり / 写真4枚）” [=LOVE 노구치 이오리가 첫 사진집으로 단발＆란제리 모습 공개, 제목은 사시하라 리노가 지어줌 (인터뷰 있음 / 사진 4장)]. 《音楽ナタリー》 (일본어). 2021년 5월 12일에 확인함.
9. ↑  “指原莉乃プロデュース ＝LOVE、メンバーがスキルアップを目指して大特訓を展開するレギュラー番組がスタート” [사시하라 리노 프로듀스 =LOVE, 멤버가 스킬 업을 목표로 대특훈을 전개하는 정규 방송을 시작] (일본어). M-ON! MUSIC. 2017년 9월 22일. 2017년 9월 26일에 확인함.
10. ↑  “10/4(水)〜FRESH!レギュラー番組『=LOVEのきっと君だ！』配信スタート！” [10/4(수) ~ FRESH! 정규 방송 "=LOVE의 반드시 너야!" 스트리밍 시작!]. 《＝LOVE OFFICIAL WEBSITE》 (일본어). 2017년 9월 26일. 2017년 9월 26일에 확인함.
11. ↑  “10/7(土)〜文化放送レギュラー番組放送スタート！”. 《＝LOVE OFFICIAL WEBSITE》. 2017년 9월 26일. 2017년 9월 26일에 확인함.
12. ↑  “モバイルファクトリー、『駅メモ！』でフルボイスメインストーリーを配信開始！” [모바일 팩토리, "역메모!"로 풀 보이스 메인 스토리를 서비스 시작!]. 《Social Game Info》 (일본어) (株式会社ソーシャルインフォ). 2017년 10월 30일. 2020년 3월 3일에 확인함.
13. ↑  “NEWS”. 《デクー》 (일본어). 2019년 10월 3일에 확인함.
14. ↑  “『メギド７２』声優一覧” ["메기도72" 성우 목록]. 《【公式】メギド７２ポータルサイト》 (일본어). ディー・エヌ・エー. 2020년 5월 22일. 2018년 4월 10일에 원본 문서에서 보존된 문서. 2020년 7월 17일에 확인함.
15. ↑  KENJI STUDIO. “サンタ・カンパニー公式HP” [산타 컴퍼니 공식 HP]. 《サンタ・カンパニー公式HP》 (일본어). 2020년 1월 29일에 확인함.
16. ↑  “バックナンバー｜週刊ヤングジャンプ公式サイト” [백 넘버｜주간 영 점프 공식 사이트]. 《youngjump.jp》 (일본어). 2021년 5월 12일에 확인함.